# Gesztete
Gesztete (szlovákul Hostice) község Szlovákiában, a Besztercebányai kerület Rimaszombati járásában.

## Fekvése
Rimaszombattól 20 km-re délre, a magyar határ mellett fekszik.

## Története
A régészeti leletek tanúsága szerint területén már a korai bronzkorban éltek emberek, a pilinyi kultúra tárgyi emlékei kerültek itt elő.
A mai települést 1332-ben "Gezeche" alakban említik először, Ajnácskő várának uradalmához tartozott. 1350-ben "Geste", 1431-ben "Gezthete" néven szerepel. A Rátold nemzetségé, később hosszú ideig a Putnoky család volt a község földesura, akik kastélyt is építettek ide, mely azonban csak romos állapotban maradt fenn. Legnevesebb birtokosai a Lórántffyak voltak. 1828-ban 82 házában 712 lakos élt, akik javarészt mezőgazdasággal foglalkoztak. 1890-ben hatalmas tűzvész pusztított a faluban, melyben a templommal együtt az egész község leégett.
Vályi András szerint: "GESZTETE. vagy Gesztitza. Elegyes magyar falu Gömör Vármegyében, birtokosai B. Vécsey, és több Urak, lakosai katolikusok, fekszik Rimaszombathoz 1 1/4 mértföldnyire, és közel Rima vizéhez, határbéli földgye gabonát bőven terem, mellynek fele a’ meredékes hegyek miatt nehezen miveltetik, és néhol soványas is, piatzozásai közel, és hasznosak, fája tűzre elég, kendert áztató vize alkalmatos, de legelője szoross lévén, második Osztálybéli."
Fényes Elek szerint: "Gesztéte, magyar falu, Gömör és Kis-Hont egyesült vmegyékben, Rimaszombathoz délre 2 mfld: 764 kath. lak. Kath. paroch. templom. Kastély. Sok nemes. Róna és dombos határa meglehetős. F. u. b. Vécsey, s m."
Gömör-Kishont vármegye monográfiája szerint: "Gesztete, a Munkás patak mellett fekvő magyar kisközség, körjegyzőségi székhely, 141 házzal és 693 róm. kat. vallású lakossal. E községet már a pápai tizedszedők jegyzéke említi Gezeche hibás alakban. A Lórántffyak ősi birtokainak egyike és mint ilyen Ajnácskő vár tartozéka volt. Későbbi birtokosai a br. Vécsey, Balajthy, Jankovics, gr. Bethlen családok voltak, most pedig gr. Berchthold Saroltának és Putnoky Móriczné, szül. Károlyi Saroltának van itt nagyobb birtokuk és az utóbbinak régi nemesi kúriája, melyet még a br. Vécsey család építtetett. A róm. kath. templom 1787-ben épült, 1890-ben az egész községgel együtt leégett, de csakhamar ismét felépítették. A községhez tartozó Dóna-lapos, Királyrét, Lánybikk és Andrásvölgy nevű dűlők bizonyos jelentőséggel látszanak bírni. Ide tartoznak Katalin, Szeles és Léhi puszták is, mely utóbbi mint község 1427-ben a Lórántffyak birtoka. A község postája Gömörsimonyi, távírója Ajnácskő, vasúti állomása Feled."
A trianoni békeszerződésig Gömör-Kishont vármegye Feledi járásához tartozott. 1938 és 1944 között újra Magyarország része. Lakosságának többsége magyarul beszélő roma.

## Népessége
| Év:            | 1994. | 2004.   | 2014.    | 2024.   |
| -------------- | ----- | ------- | -------- | ------- |
| Emberek száma: | 829   | 884     | 1049     | 1055    |
| Eltérés:       |       | +6,63 % | +18,66 % | +0,57 % |

| Év:            | 2023. | 2024.   |
| -------------- | ----- | ------- |
| Emberek száma: | 1044  | 1055    |
| Eltérés:       |       | +1,05 % |

1880-ban 612 lakosából 585 magyar és 2 szlovák anyanyelvű volt.
1890-ben 655 lakosából 650 magyar és 4 szlovák anyanyelvű volt.
1900-ban 693 lakosa mind magyar anyanyelvű volt.
1910-ben 722 lakosából 714 magyar és 8 szlovák anyanyelvű volt.
1921-ben 725 lakosából 657 magyar, 27 csehszlovák és 41 egyéb vagy külföldi volt.
1930-ban 852 lakosából 608 magyar, 57 csehszlovák, 85 egyéb és 94 állampolgárság nélküli volt.
1941-ben 869 lakosából 867 magyar és 1 szlovák volt.
1991-ben 777 lakosából 738 magyar és 31 szlovák volt.
2001-ben 855 lakosából 744 magyar, 58 cigány és 45 szlovák volt.
2011-ben 1021 lakosából 495 magyar, 374 cigány és 85 szlovák.
2021-ben 1050 lakosából 797 magyar (75,9%), 112 szlovák, 112 cigány, 1 cseh, 1 román, 1 egyéb, 26 ismeretlen nemzetiségű.

## Nevezetességei
- Szent András apostol tiszteletére szentelt, római katolikus temploma 1787-ben épült késő barokk stílusban. Az 1890-es tűzvész után 1892 és 1913 között építették újjá.
- Putnoky-kastély.
- A falunak több népi együttese van, az ifjúsági Kisbarkó együttes, a Barkó menyecske kórus és a Vadrózsa roma népi tánc és énekegyüttes.

## Külső hivatkozás
- Hivatalos oldal
- Községinfó[halott link]
- Gesztete Szlovákia térképén[halott link]
- Gesztetei séta
- E-obce.sk Archiválva 2007. december 8-i dátummal a Wayback Machine-ben